# Radoslao di Serbia
Radoslao (in serbo Радослав?, Radoslav; in greco Ροδόσθλαβος) (fl. IX secolo) fu un principe serbo (knez, arconte) che regnò sul Principato di Serbia all'inizio del IX secolo.
Succeduto al padre, il principe Viseslao, che regnò alla fine dell'VIII secolo, a Radoslao subentrò a sua volta il figlio, il principe Prosigoj.

## Biografia

L'Europa nell'814

Sono poche le informazioni note su questo principe e tutte estratte dal De administrando imperio, un'opera redatta dall'imperatore bizantino Costantino VII Porfirogenito. Secondo lo scritto, durante il regno dei principi Viseslao, Radoslao e Prosigoj non scoppiò alcuna guerra tra il Principato serbo e il suo vicino orientale, il Khanato bulgaro.
Fu Radoslao (o suo figlio) il sovrano della Serbia attivo durante in concomitanza della rivolta scatenata da Ljudevit Posavski contro il dominio dei franchi (819-822). secondo gli Annales Regni Francorum di Eginardo, scritti nell'822, Ljudevit si spostò dalla sua sede di Sisak nel territorio dei serbi (secondo alcuni storici da qualche parte nella Bosnia occidentale). Eginardo precisa nella sua opera che tra i serbi «si dice che detenga una grande parte della Dalmazia» (ad Sorabos, quae natio magnam Dalmatiae partem obtinere dicitur). Nella contemporanea Vita Hludowici Imperatoris una simile descrizione dei serbi risulta totalmente omessa. Secondo John Van Antwerp Fine, sarebbe difficile da immaginare la presenza di serbi in quella regione, poiché le fonti romee si limitano a indicare come zona di insediamento la sola costa meridionale. Non si può tuttavia escludere del gruppo che esistessero effettivamente piccole minoranze in quella regione. Secondo alcuni autori, l'impiego del termine "Dalmazia" nell'822 e nell'833 come antico etimo geografico da parte degli autori degli Annales Regni Francorum dimostrerebbe la loro scarsa conoscenza dell'effettiva estensione territoriale della regione (secondo la loro concezione, la Dalmazia avrebbe compreso la costa, l'entroterra e avrebbe raggiunto a nord come punto massimo le rive del fiume Sava e a est quelle dell'Ibar).
Durante il regno del principe Radoslao, e dei suoi immediati predecessori e successori, il processo di graduale cristianizzazione dei serbi appariva ancora in corso, considerando che esso iniziò nella prima metà del VII secolo e si concluse del tutto alla metà del IX secolo.

### Fonti primarie
- Costantino Porfirogenito, De administrando imperio, a cura di Gyula Moravcsik, traduzione di Romillyi J. H. Jenkins, Dumbarton Oaks Center for Byzantine Studies, 1967, ISBN 978-0-88402-021-9.
- Bozidar Ferjančić, Константин VII Порфирогенит [Costantino VII Porfirogenito], collana Византиски извори за историју народа Југославије [Fonti bizantine per la storia del popolo della Jugoslavia], vol. 2, Belgrado, Vizantološki institut, 1959.
- Annales Regni Francorum (opera completa), su thelatinlibrary.com. URL consultato il 17 settembre 2021.

### Fonti secondarie
- (HR) Neven Budak, Hrvatska povijest od 550. do 1100 [Storia croata dal 550 al 1100], Leykam international, 2018, ISBN 978-953-340-061-7.
- (EN) Sima Ćirković, The Serbs, Malden, Blackwell Publishing, 2004, ISBN 978-14-05-14291-5.
- (SR) Vladimir Ćorović, Историја српског народа [Storia del popolo serbo], ed. online, Belgrado, Janus; Ars Libri, 2001  [1997].
- (EN) Florin Curta, Southeastern Europe in the Middle Ages, 500-1250, Cambridge, Cambridge University Press, 2006, ISBN 978-0-511-81563-8.
- (EN) John Van Antwerp Jr. Fine, When Ethnicity Did Not Matter in the Balkans: A Study of Identity in Pre-Nationalist Croatia, Dalmatia, and Slavonia in the Medieval and Early-Modern Periods, Ann Arbor, University of Michigan Press, 2010, ISBN 978-04-72-02560-2.